# Alceo Dossena
Alceo Dossena (* 9. Oktober 1878 in Cremona; † 11. Oktober 1937 in Rom) war ein italienischer Bildhauer.

## Leben
Dossena, ein Steinmetz aus Rom, schuf zwischen 1918 und 1928 zahlreiche Skulpturen aus Marmor, Holz oder Terrakotta im Stil der römischen und griechischen Antike, der Gotik und der Renaissance, die von so hoher Qualität waren, dass sie als Meisterwerke der europäischen Skulptur und als Originale der bedeutendsten Bildhauer angesehen wurden. Zahlreiche Arbeiten Dossenas wurden von Kunstexperten mit Echtheitszertifikaten versehen und an Museen verkauft, so eine Niccolò Pisano zugeschriebene Madonna mit Kind und eine Athene-Figur an das Cleveland Museum of Art sowie eine griechische Göttin an das Metropolitan Museum in New York. Als besondere Rarität galt eine Plastik Simone Martinis, von dem bis dahin keine Skulptur bekannt war.
Die besondere Marktsituation der Nachkriegs- und Inflationsjahre förderte eine Flucht in Sachwerte und damit auch die Bereitschaft, Kunstwerke zu kaufen. Das plötzliche Auftauchen bisher unbekannter Meisterwerke weckte u. a. deswegen wenig Argwohn, weil in diesen Jahren zahlreiche Fürstenhäuser, staatliche Sammlungen und private Kunstsammler aus wirtschaftlichen Gründen gezwungen waren, Teile ihrer Kollektionen zu veräußern. Da die Werke von besonderer Qualität und dennoch unbekannt waren, vermutete man, dass sie aus den Beständen des Vatikans in den Handel gelangt seien.
Als 1928 ein Grabmal aus Marmor, das Dossena geschaffen und für 25.000 Lire verkauft hatte, von dem Händler Romano Palazzi als Werk Mino da Fiesoles für fast sechs Millionen Lire an das Boston Museum of Fine Arts weiterverkauft wurde, der Händler Dossena aber finanzielle Hilfe nach dem Tod seiner Frau verweigerte, strengte dieser gegen Palazzi und den Vermittler Alfredo Fasoli einen Aufsehen erregenden Prozess wegen Betrugs an, der letztlich zwar versandete, aber einen Kunstskandal auslöste. Dossena wurde nicht angeklagt, da er nur im Stil vergangener Epochen gearbeitet und seine Werke selbst niemals als Originale anderer Meister ausgegeben hatte, also im eigentlichen Sinne kein Kunstfälscher war. Er hatte keine Kopien hergestellt, sondern Nachschöpfungen im Geist der jeweiligen Kunstepochen von der Archaik bis zur Renaissance.
Hatten vor dem Skandal etliche Kunstexperten die Skulpturen als originale Meisterwerke von hohem Rang gerühmt und Echtheitszertifikate ausgestellt, so betonten sie jetzt ihr angeblich niedriges Niveau, grobe Fehler oder die Offensichtlichkeit plumper Fälschungen – ihren Ruf als Sachverständige konnten sie dadurch nicht wiederherstellen. 1930 drehte Hans Cürlis, Leiter des Berliner Instituts für Kulturforschung, im Rahmen des Filmzyklus Schaffende Hände den Film Der Bildhauer Alceo Dossena. 1937 starb Dossena in einem römischen Armenhospital.